# Hisashi Nozawa
Hisashi Nozawa (野沢 尚, Nozawa Hisashi, 7 mai 1960 - 28 juin 2004) est un auteur de romans policiers et scénariste japonais. 

## Biographie
Il remporte le prix Kuniko Mukōda en 1998 pour son scénario Nemureru Mori (en) (« Une Forêt dormante ») et Kekkon Zen'ya (« La Nuit avant le mariage »). Il est également lauréat du prix Edogawa Ranpo en 1997 pour Hasen no marisu (« Méchanceté en pointillé ») et le prix Eiji Yoshikawa pour nouveaux auteurs en 2001 pour Shinku (« Écarlate »). La chaîne sud-coréenne SBS diffuse une dramatique en 16 épisodes Alone in Love (en) adapté d'un de ses romans en 2006. Il a également écrit Détective Conan : Le Fantôme de Baker Street.
Il est retrouvé mort dans son bureau de l'arrondissement de Meguro à Tokyo après s'être apparemment pendu quelques jours auparavant. Une note a été trouvée sur place.

## Source de la traduction
- (en) Cet article est partiellement ou en totalité issu de l’article de Wikipédia en anglais intitulé « Hisashi Nozawa » (voir la liste des auteurs).